# De Havilland Flamingo
Де Хевілленд Фламінго (англ. De Havilland Flamingo) — британський двомоторний пасажирський літак, що розроблявся в кінці 30-их років компанією de Havilland. Відрізнявся нетиповим для літаків компанії фюзеляжем, який був суцільно металевим. Розробка і виробництво були припинені з початком Другої світової війни, а вже виготовлені екземпляри обмежено використовувались як транспортні і зв'язкові в складі Королівських повітряних сил і авіакомпанії BOAC.

## Історія

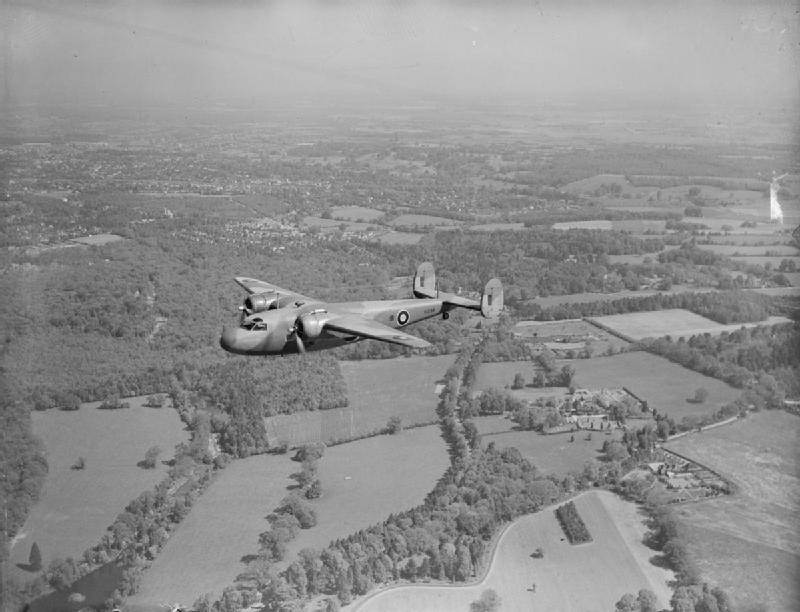
Flamingo 24-ї ескадрильї Королівських ВПС.

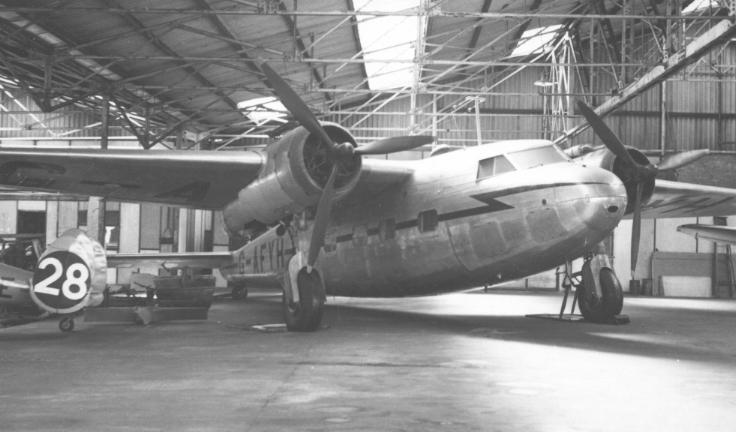
Останній Flamingo авіакомпанії British Air Transport в використанні. Аеродром Редхіл, 1953 рік.

Проєкт компанії de Havilland D.H.95 був двомоторним пасажирським літаком, який розроблявся під керівництвом Рональда Бішопа. Цей проєкт був першим суцільнометалевим літаком компанії (тільки рухомі поверхні були покриті тканиною) і розроблявся паралельно з іншим лайнером Albatross, який був дерев'яним і чотиримоторним. Літак оснащувався двигунами Bristol Perseus XIIIC, пропелерами з змінним кроком і висувним шасі. D.H.95 розглядався як перспективний літак здатний конкурувати з американськими Douglas DC-3 і Lockheed Model 10 Electra.
Перший прототип D.H.95 піднявся в повітря 22 грудня 1938 року. Після перших випробувань літак зацікавив цивільних операторів, а також міністерство авіації, яке провело свої випробування в березні 1939 року. Тести були успішними і компанія отримала замовлення на 20 літаків і власне ім'я Flamingo. Окрім цього міністерство авіації видало специфікацію 19/39 на військово-транспортний літак, який отримав позначення D.H.95 Hertfordshire. Військовий варіант відрізнявся вікнами, які були круглими замість прямокутних в цивільній версії. З 30 замовлених Hertfordshire був виготовлений тільки один, оскільки з початком бойових дій пріоритети військових змінились.
Прототип і перший серійний літак надішли в парк авіакомпанії Jersey Airways де і вперше були використані для перевезень, спочатку поштових, але згодом і пасажирських. Проте з початком війни вони обидва були забрані в 24-у ескадрилью ВПС для використання як VIP-транспорт для вищих чинів. До припинення виробництва було виготовлено ще 13 літаків, три з яких надішли в авіапарк королівської сім'ї, для використання під час можливої евакуації, а ще 10 — цивільним операторам, передусім British Overseas Airways Corporation. Літаки останньої передусім використовувались на маршрутах на Близькому сході. Один «Фламінго» був забраний на службу Адміралтейства в 1940 році і приписаний 782-й ескадрильї флотської авіації. В 1945 році їй ж був переданий ще один «Фламінго» з ВПС, який після списання з флоту використовувався в цивільній авіації до 1954 року.

## Тактико-технічні характеристики

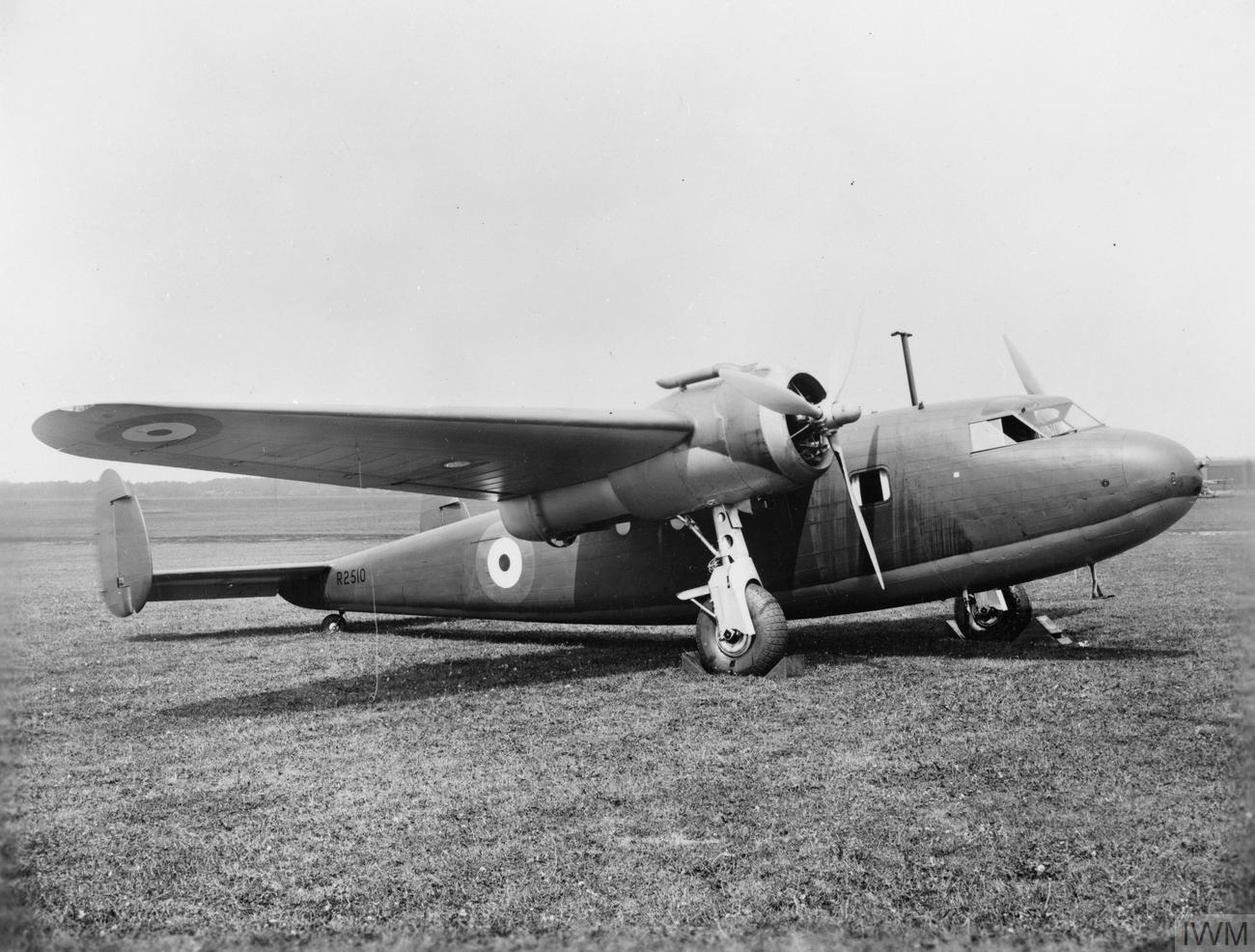

Дані з Consice Guide to British Aircraft of World War II

### Технічні характеристики
- Екіпаж: 3 особи (+ 17 пасажирів)
- Довжина: 15,72 м
- Висота: 4,65 м
- Розмах крила: 21,34 м
- Площа крила: 60,48 м ²
- Маса порожнього: 5137 кг
- Максимальна злітна маса: 8165 кг
- Двигуни: 2 × Bristol Perseus
- Потужність: 2 × 930 к. с. (694 кВт.)

### Льотні характеристики
- Максимальна швидкість: 391 км/год
- Крейсерська швидкість: 328 км/год
- Дальність польоту: 2165 км
- Практична стеля: 6370 м